# 科留基夫卡
科留基夫卡（烏克蘭語：Корюківка，羅馬化：Koriukivka，發音：[koˈrʲukiu̯kɐ] ⓘ，或按俄語名译为科留科夫卡）是乌克兰北部切爾尼戈夫州科留基夫卡区科留基夫卡市镇内的城市，为该区及该市镇的行政中心。該市距離州府切尔尼希夫100公里，始建於17世纪，面積20.1平方公里，海拔高度130米，2022年人口数量为12,202人。

## 友好城市
- 立陶宛 卡茲盧魯達

## 備註
1. ↑  俄语：，羅馬化：Koryukovka